# Helianthus petiolaris
 (janvier 2022).
La mise en forme du texte ne suit pas les recommandations de Wikipédia : il faut le « wikifier ».
Les points d'amélioration suivants sont les cas les plus fréquents. Le détail des points à revoir est peut-être précisé sur la page de discussion.
- Les titres sont pré-formatés par le logiciel. Ils ne sont ni en capitales, ni en gras.
- Le texte ne doit pas être écrit en capitales (les noms de famille non plus), ni en gras, ni en italique, ni en « petit »…
- Le gras n'est utilisé que pour surligner le titre de l'article dans l'introduction, une seule fois.
- L'italique est rarement utilisé : mots en langue étrangère, titres d'œuvres, noms de bateaux, etc.
- Les citations ne sont pas en italique mais en corps de texte normal. Elles sont entourées par des guillemets français : « et ».
- Les listes à puces sont à éviter, des paragraphes rédigés étant largement préférés. Les tableaux sont à réserver à la présentation de données structurées (résultats, etc.).
- Les appels de note de bas de page (petits chiffres en exposant, introduits par l'outil «  Source ») sont à placer entre la fin de phrase et le point final[comme ça].
- Les liens internes (vers d'autres articles de Wikipédia) sont à choisir avec parcimonie. Créez des liens vers des articles approfondissant le sujet. Les termes génériques sans rapport avec le sujet sont à éviter, ainsi que les répétitions de liens vers un même terme.
- Les liens externes sont à placer uniquement dans une section « Liens externes », à la fin de l'article. Ces liens sont à choisir avec parcimonie suivant les règles définies. Si un lien sert de source à l'article, son insertion dans le texte est à faire par les notes de bas de page.
- La présentation des références doit suivre les conventions bibliographiques. Il est recommandé d'utiliser les modèles {{Ouvrage}}, {{Chapitre}}, {{Article}}, {{Lien web}} et/ou {{Bibliographie}}. Le mode d'édition visuel peut mettre en forme automatiquement les références.
- Insérer une infobox (cadre d'informations à droite) n'est pas obligatoire pour parachever la mise en page.

Pour une aide détaillée, merci de consulter Aide:Wikification.
Si vous pensez que ces points ont été résolus, vous pouvez retirer ce bandeau et améliorer la mise en forme d'un autre article.
Espèce
Statut de conservation UICN

 LC : Préoccupation mineure

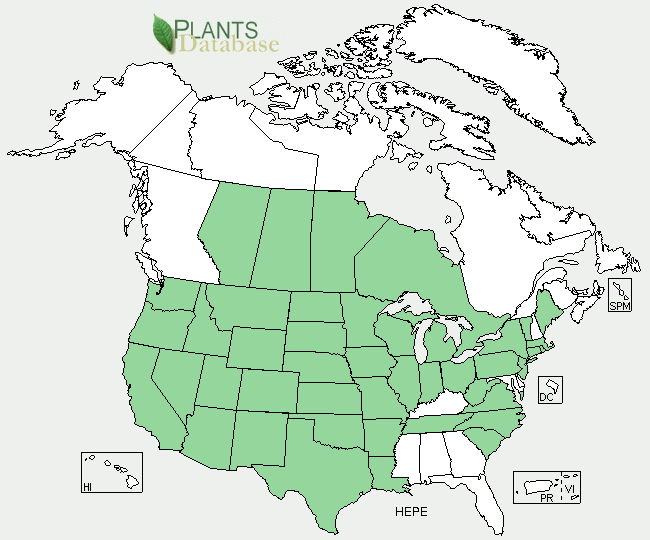
Aire de répartition aux États-Unis et au Canada.

Helianthus petiolaris est une espèce de plantes à fleurs de la famille des Asteraceae, communément appelée tournesol des prairies  ou petit tournesol, d'origine nord-américaine. Le naturaliste et botaniste Thomas Nuttall a été le premier à décrire le tournesol des prairies en 1821,. Le mot petiolaris en latin signifie « avoir un pétiole ». L'espèce est originaire de l'ouest des États-Unis, mais s'est depuis étendue à l'est. Le tournesol des prairies est parfois considéré comme une mauvaise herbe.

## Distribution
Helianthus petiolaris est originaire des prairies sèches du Minnesota, de l'Oregon, du Texas, des Dakota du Sud et du Nord, de la Californie et d'autres États de l'ouest et du centre des États-Unis. Il a depuis étendu sa distribution à tout l'est des États-Unis et dans le centre et l'ouest du Canada. C'est maintenant l'espèce de tournesol la plus répandue avec H. annuus.

## Habitat et écologie
Les tournesols des prairies poussent couramment dans les zones sablonneuses. On les trouve aussi dans les sols argileux lourds et dans les prairies sèches. Ils sont incapables de pousser dans des zones ombragées, ils doivent être en plein soleil. Les tournesols des prairies ont besoin d'un sol sec à humide. Cette espèce de tournesol est annuelle, qui fleurit entre juin et septembre.

## Morphologie
Le tournesol des prairies est une annuelle à racine pivotante. Il pousse jusqu'à 120 cm de hauteur. Les feuilles semblent alternes et les fleurs ressemblent beaucoup au tournesol traditionnel. Les fleurs sont hermaphrodites, ce qui signifie que les fleurs contiennent à la fois des parties mâles et femelles. La tige de la fleur est dressée et velue. Les feuilles sont alternes, lancéolées, sont de texture rugueuse, de couleur bleu-vert et ont une longueur comprise entre 5 et 15 cm ,

## Fleurs

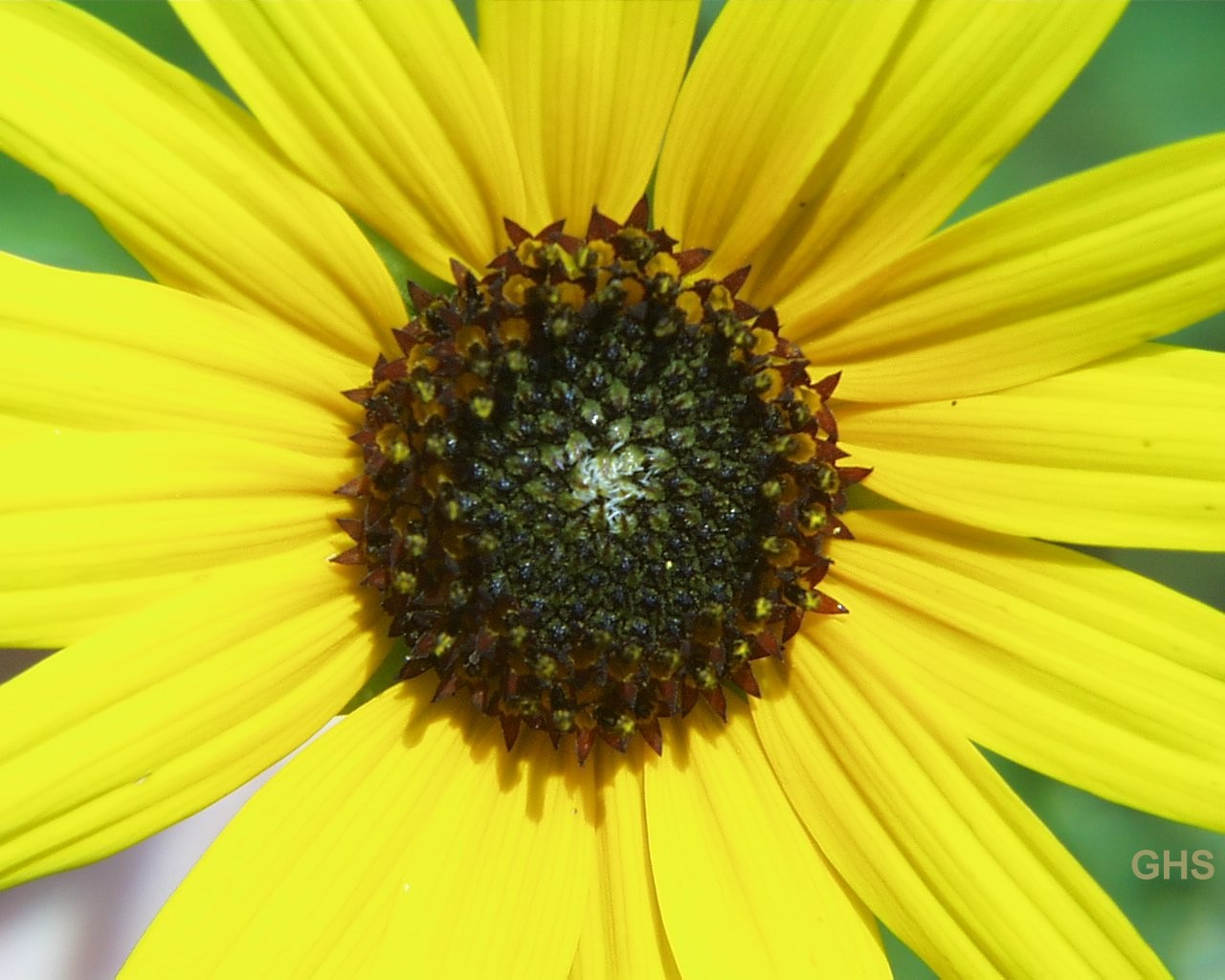
Tournesol des Prairies.

Helianthus petiolaris a des capitules semblables à ceux d'un tournesol commun, H. annuus. Les fruits sont des akènes. Le capitule  contient 10-30 fleurons ligulés, entourant 50-100 fleurons rouge foncé brun. L’arrière du capitule porte des bractées lancéolées, ou bractées involucrales, vertes. Le centre du capitule présente des reflets blancs dus à la présence de poils blancs sur les fleurons immatures. Les fleurs attirent les papillons et les abeilles pour la pollinisation,.

## Utilisations

### Alimentaire
Les graines de la plante sont comestibles et peuvent être broyées en un tourteau huileux ou en un beurre.

### Médicinal
Les feuilles en poudre peuvent être utilisées pour soigner des plaies et des œdèmes.

### Sélection génétique
En 1969, Leclercq a découvert la stérilité mâle cytoplasmique (CMS) PET-1 dans une population de H. petiolaris, puis en 1984 les loci de restauration de fertilité Rf1 et Rf2 . Ce système PET-1/Rf1 est aujourd'hui très largement utilisé par les semenciers pour la production d’hybrides F1.

## Sous-espèces
,
- Helianthus petiolaris var. canescens A.Gray - Arizona, Californie, Nevada, Nouveau-Mexique, Texas, Chihuahua 
- Helianthus petiolaris var. var. fallax (Heiser) BLTurner - Arizona, Colorado, Nevada, Utah
- Helianthus petiolaris var. var. petiolaris - la plupart de l'aire de répartition des espèces

## Listes des références
1. 1 2 3  A. Gutierrez, M. Cantamutto et M. Poverene, « Persistence of sunflower crop traits and fitness in Helianthus petiolaris populations », Plant Biology, vol. 13, no 5,‎ 8 février 2011, p. 821–830 (ISSN 1435-8603, DOI 10.1111/j.1438-8677.2010.00433.x, lire en ligne, consulté le 11 janvier 2022)
2. ↑  Nuttall, Thomas 1821.
3. 1 2  Kantrud, « Plains Sunflower (Helianthus petiolaris) » [archive du 13 août 2014], Native Wildflowers of the North Dakota Grasslands, Jamestown, ND, Northern Prairie Wildlife Research Center Online, 1995 (consulté le 20 avril 2012)
4. ↑  Cantamutto, « . Multi-scale analysis of two annual Helianthus species naturalization in Argentina », Agriculture, Ecosystems & Environment, vol. 123, nos 1–3,‎ 2008, p. 69–74 (DOI 10.1016/j.agee.2007.04.005, lire en ligne, consulté le 30 décembre 2021)
5. ↑  (en) Flora of North America : Helianthus petiolaris
6. 1 2  Charles Heiser, The Sunflower, University of Oklahoma Press, 1976, 228 p. (ISBN 9780806112299, lire en ligne)
7. ↑  Kinsey, « Heliathus petiolaris- Prairie Sunflower » (consulté le 18 avril 2012)
8. ↑  « Helianthus petiolaris » (consulté le 20 avril 2012)
9. ↑  (en) « How to care for dry, cracked heels », NBC News (consulté le 10 avril 2020)
10. ↑  Patrice LECLERCQ, « Etude de divers cas de stérilité mâle cytoplasmique chez le tournesol », Agronomie, vol. 3, no 2,‎ 1983, p. 185–187 (ISSN 0249-5627, DOI 10.1051/agro:19830211, lire en ligne, consulté le 16 février 2022)
11. ↑  Pascal Leclercq, « Identification de genes de restauration de fertilite sur cytoplasmes sterilisants chez le tournesol », Agronomie, vol. 4, no 6,‎ 1984, p. 573 (lire en ligne, consulté le 16 février 2022)
12. ↑  « La stérilité mâle cytoplasmique », sur SEMAE Pédagogie (consulté le 16 février 2022)
13. ↑  "Helianthus petiolaris". The Global Compositae Checklist (GCC) – via The Plant List.
14. ↑  (en) Tropicos : Helianthus petiolaris   (+ liste sous-taxons)